# 46 км
46 км — разъезд (населённый пункт) в Юргинском районе Кемеровской области России. Входит в состав Арлюкского сельского поселения.

## География
Разъезд находится в северо-западной части области, вблизи истока реки Гохали, на расстоянии примерно 29 км (по прямой) к югу от районного центра города Юрга. Абсолютная высота — 256 м над уровнем моря.
Часовой пояс
Разъезд 46 км, как и вся Кемеровская область, находится в часовой зоне МСК+4. Смещение применяемого времени относительно UTC составляет +7:00.

## Население
| 2010 |
| ---- |
| 1    |

## Улицы
Уличная сеть разъезда состоит из одной улицы (ул. Привокзальная).